# Oecothea kapitonovi
Oecothea kapitonovi är en tvåvingeart som beskrevs av Gorodkov 1964. Oecothea kapitonovi ingår i släktet Oecothea och familjen myllflugor. Inga underarter finns listade i Catalogue of Life.